# Marie-Claude Savard
Marie-Claude Savard est une personnalité de télévision québécoise. Elle est récipiendaire du Métrostar 2005 de la meilleure animatrice d'émissions de sports et de cinq autres prix Artis dans la même catégorie. 
Elle a été présentatrice sur les réseaux de télévision TVA et SRC et anime présentement Ça rentre au poste sur les ondes de Énergie. Elle est aussi animatrice de télévision sur CRAVE.En 2025 , elle apparait dans l'émission Beautés espérés.
Marie-Claude est également productrice et entrepreneurs.

## Publications
Elle a publié deux récits de vie pour les Éditions Libre-Expression dont Orpheline en 2012 sur la mort de ses parents qui s'est vendu à plus de 50 000 exemplaires et 3 ans plus tard 180 degrés : virage d'une vie.

## Vie privée
Marie-Claude a eu deux enfants avec  l'ancien producteur de l'émission de télé-réalité québécoise Vol 920, Jean-Martin Bisson. En octobre 2016 elle a donné naissance à leur premier enfant, une fille nommée Charlotte et un nouvel enfant né en 2019, un garçon nommé Henri. Le couple s'est séparé officiellement en 2023.